# El Carmelo, San Fernando
El Carmelo är en ort i Mexiko.   Den ligger i kommunen San Fernando och delstaten Chiapas, i den sydöstra delen av landet, 700 km öster om huvudstaden Mexico City. El Carmelo ligger 847 meter över havet och antalet invånare är 730.
Terrängen runt El Carmelo är kuperad norrut, men söderut är den bergig. Runt El Carmelo är det tätbefolkat, med 286 invånare per kvadratkilometer. Närmaste större samhälle är Tuxtla Gutiérrez, 19,1 km söder om El Carmelo. I omgivningarna runt El Carmelo växer huvudsakligen savannskog.